# 歷代文紀
歷代文紀，明朝梅鼎祚編，是一本叢書。

## 目錄
包含有：
- 《皇霸文紀》十三卷、
- 《西漢文紀》二十四卷、
- 《東漢文紀》三十二卷、
- 《三國文紀》二十四卷（已佚。孫守真任真甫按：今《中國哲學書電子化計劃 （页面存档备份，存于）》上即有哈佛大學漢和圖書館所藏 （页面存档备份，存于）《文紀》一種，自皇霸至隋殆俱存（未逮詳核）。何來已佚之說？所謂《三國文紀》實乃其中之《魏文紀》等之合名統稱耳。）、
- 《西晉文紀》二十卷、
- 《東晉文紀》二十四卷（已佚）、
- 《宋文紀》十八卷、
- 《南齊文紀》十卷、
- 《梁文紀》十四卷、
- 《陳文紀》八卷、
- 《後魏文紀》三十卷（已佚）、
- 《北齊文紀》三卷、
- 《後周文紀》八卷、
- 《隋文紀》八卷。

## 另見
- 漢魏六朝百三家集
- 全上古三代秦漢三國六朝文